# Stepan Onyškevyč
Stepan Onyškevyč, cyrilicí Степан Онишкевич, též Stephan Onyszkewycz (21. prosince 1861 Uhniv – 19. prosince 1944), byl rakouský řeckokatolický duchovní a politik ukrajinské (rusínské) národnosti z Haliče, na počátku 20. století poslanec Říšské rady.

## Biografie
V době působení v parlamentu je uváděn jako farář v obci Chyševyči. Pocházel z rodiny řemeslníka. Vystudoval univerzitu a sloužil jako jednoroční dobrovolník u 84. pěšího regimentu ve Vídni.
Spolu s Ivanem Frankem, Mychajlem Hruševským nebo Volodymyrem Ochrymovyčem patřil mezi zakladatele a členy vedení Ukrajinské národně demokratické strany.
Působil také coby poslanec Říšské rady (celostátního parlamentu Předlitavska), kam usedl ve volbách do Říšské rady roku 1907, konaných poprvé podle všeobecného a rovného volebního práva. Byl zvolen za obvod Halič 53. Mandát obhájil ve volbách do Říšské rady roku 1911.
V době svého působení na Říšské radě je uváděn coby zástupce Ukrajinské národně demokratické strany. Po volbách roku 1907 byl uváděn coby člen poslaneckého Rusínského klubu. Po volbách roku 1911 zasedal v klubu Ukrajinské parlamentní zastoupení.
Po první světové válce, v době krátké existence Západoukrajinské lidové republiky, se stal členem národní rady (prozatímního zákonodárného sboru) tohoto státního útvaru.